# 阔克苏乡
阔克苏乡，是中华人民共和国新疆维吾尔自治区伊犁哈萨克自治州特克斯县下辖的一个乡镇级行政单位。

## 行政区划
阔克苏乡下辖以下地区：
阔克苏村、提克卓勒村和阿克仓村。